# Khem
|  | Aquest article tracta sobre Khem, el lloc de l'antic Egipte,. Vegeu-ne altres significats a «Chem». |

Khem fou el nom egipci d'una ciutat de l'antic Egipte a la zona del delta del Nil a uns 30 km al nord de Guiza entre les branques Rosetta i Damiata. Correspon amb la moderna ciutat d'Ausim (escrit també Awsim, però pronunciat Ashim), a uns 14 km al nord-oest del Caire. La ciutat existia ja des l'Imperi antic, però les poques restes conservades són de l'època l'Imperi nou o dels períodes grec i romà tardans. S'esmenta també a uns texts funeraris de l'Imperi mitjà. Era el centre del culte del déu Horus Khenty-Irty, o Horus Khenty-Khem, un aspecte local d'Horus esmentat a un panell trobat a la piràmide esglaonada de Saqqara com a "Horus de Khem".
En el període hel·lenístic es va anomenar Letòpolis i fou capital del nomós II del Baix Egipte (Khensu). Els grans sacerdots de Letòpolis (el seu títol era wnr o wnrA, literalment "els obridors de boca") eren alts dignataris. Existien des l'antic imperi però només algun és conegut. Exercien algunes funcions de la jerarquia dins el temple i probablement en alguns moments el títol el portava més d'un a la vegada o s'exercia per molt poc temps; en temps del Ptolomeus, quant es tenen més dades, la cosa va canviar i el càrrec era dins la mateixa família i s'exercia per períodes llargs; en aquells temps foren els sacerdots més influents després dels grans sacerdots de Ptah a Memfis, també dins d'una mateixa família amb la que havien establert enllaços matrimonials i havien entroncat llinatges. Al segle ii aC la família va patir un període d'obscuritat probablement quan Ahmes fou destinat al culte d'Arsinoe II. El darrer gran sacerdot conegut va morir el 73 aC, però el càrrec va subsistir si bé ja no es pot establir si va romandre dins la mateixa família.
El grans sacerdots coneguts són tretze: 
- Horemhotep I
- Ankh-hapi
- Horemhotep II
- Heriu I
- Imhotep
- Horemhotep III
- Wennefer
- Ahmes
- Heriu II
- Psamtek
- Heriu III
- Pehemnetjer
- Anemhor.